# 小行星8686
小行星8686（8686 Akenside）是一颗绕太阳运转的小行星，为主小行星带小行星。该小行星于1992年7月26日发现。

## 轨道参数
小行星8686的轨道半长轴为2.2780525 UA，离心率为0.094。